# Parafia św. Bartłomieja Apostoła w Jastrzębi
Parafia św. Bartłomieja Apostoła w Jastrzębi – parafia rzymskokatolicka znajdująca się w diecezji tarnowskiej, w dekanacie Ciężkowice.

## Zasięg parafii
Do parafii należą wierni z miejscowości: Jastrzębia, Kąśna Górna i część Kąśnej Dolnej.

## Miejsca kultu
- Kościół parafialny św. Bartłomieja Apostoła z XVi wieku[3]

- Kościół filialny Matki Bożej Nieustającej Pomocy w Kąśnej Dolnej[4][3]
- Kościół filialny Miłosierdzia Bożego w Jastrzębi Górnej[4][3]

## Historia
Parafia powstała prawdopodobnie w drugiej połowie XIV wieku z fundacji rycerskiej. Pierwsza oficjalna wzmianka na jej temat pochodzi z 1513. Na terenie Jastrzębi istniały szpital (przed 1728) i szkoła (ok. 1608). Księgi metrykalne są prowadzone od 1677.

## Proboszczowie
- ks. Stanisław Pazdan (1984–2019)[6]
- ks. dr Stanisław Gąsior (od 2019)[7]